# 科尔莱 (上马恩省)
科尔莱（法語：Corlée，法語發音：[kɔʁle]）是法国上马恩省的一个旧市镇。1972年，科尔莱并入市镇朗格勒。

## 地理
科尔莱（47°50'24"N, 5°21'46"E）面积，位于法国大東部大區上马恩省，该省份为法国东北部内陆省份，北起马恩省和默兹省，西接奥布省，西南接科多尔省，东南接上索恩省，东临孚日省。
科尔莱的时区为UTC+01:00、UTC+02:00（夏令时）。

## 行政
科尔莱的邮政编码为52200，INSEE市镇编码为52144。

## 人口
科尔莱于2018年1月1日时的人口数量为205人。